# Rocket (band)
Rocket is een Amerikaanse indierockband uit Los Angeles. In 2023 verscheen hun debuut-ep Versions of You. De ep werd positief ontvangen, waarna de band als openingsact meereisde met Frank Black, Hello Mary, Ride, Silversun Pickups. In 2025 tourde de band met Smashing Pumpkins. Rocket heeft ook opgetreden op SXSW.

## Geschiedenis
De band werd opgericht in 2021 door Alithea Tuttle (bas en zang), Baron Rinzler (gitaar), Desi Scaglione (gitaar) en Cooper Ladomade (drums). Tuttle en Ladomade kennen elkaar sinds de kleuterschool, sinds highschool voegden Rinzler en Scaglione zich bij de vrienden. Ladomade en Tuttle speelden op highschool in een jazzband, waarin Tuttle trombone speelde. Tuttle wilde oorspronkelijk danseres worden, maar wegens het oplopen van ernstig rugletsel in 2016 nam haar leven een andere wending.
Tijdens de coronapandemie in 2020 begonnen Tuttle en Scaglione, die sinds de middelbare school een koppel zijn, samen muziek te maken. Ze besloten een band te vormen en vroegen hun vrienden Ladomade en Rinzler om zich bij hen aan te sluiten. Hoewel Tuttle unaniem als frontvrouw gekozen werd, moest zij wel nog leren zingen en basgitaar spelen. Het kostte haar een half jaar om tijdens repetities te durven zingen, ook al had ze met met Scaglione eerder demo's opgenomen. De bandnaam 'Rocket' was gebaseerd op een tekening van een raket die Tuttle maakte op een whiteboard in hun repetitieruimte.
Een jaar na de oprichting in 2021 trad de band voor het eerst op, als openingsact voor de indierockband Milly. Ze maakten genoeg indruk om uitgenodigd te worden om tijdens Milly's gehele tournee door de Verenigde Staten als openingsact te dienen.
Rocket bracht de prerelease van hun debuut-ep Versions of You uit op 27 oktober 2023. De ep werd in eigen beheer opgenomen, met behulp van een mengpaneel dat toevalligerwijs ooit van het popduo Captain & Tennille was. Versions of You werd direct goed ontvangen. De band speelde hierna in 2023 en 2024 als openingsact voor Frank Black, Hello Mary, Ride en Silversun Pickups tijdens hun tournees. Ook werd er opgetreden op SXSW. Rocket werd door Stereogum uitgeroepen tot een van de 40 beste nieuwe artiesten van 2024.
In 2025 verscheen de definitieve versie van Versions of You, met het nieuwe nummer "Take Your Aim". De band tourde dat jaar mee met Smashing Pumpkins. Een tour als hoofdact door het Verenigd Koninkrijk en het vasteland van Europa werd geannuleerd wegens familieomstandigheden. Er zou onder andere opgetreden worden op Best Kept Secret. In juli kondigde de band hun debuutalbum R Is for Rocket aan.

## Discografie
- Versions of You, 2023 (ep)
- R Is for Rocket, 2025